# Криваші
Криваші (рос. Криваши) — присілок у Кіриському районі Ленінградської області Російської Федерації.
Населення становить 15 осіб. Належить до муніципального утворення Глажевське сільське поселення.

## Історія
Згідно із законом від 1 вересня 2004 року № 49-оз органом  місцевого самоврядування є Глажевське сільське поселення.

## Населення
| 1838 | 1862 | 1939 | 1965 | 1997 | 2002 | 2007 |
| ---- | ---- | ---- | ---- | ---- | ---- | ---- |
| 129  | ↗157 | ↗181 | ↘53  | ↘6   | ↗14  | ↘10  |
| 2010 | 2017 |      |      |      |      |      |
| ↘5   | ↗15  |      |      |      |      |      |